# Chesil Motor Company

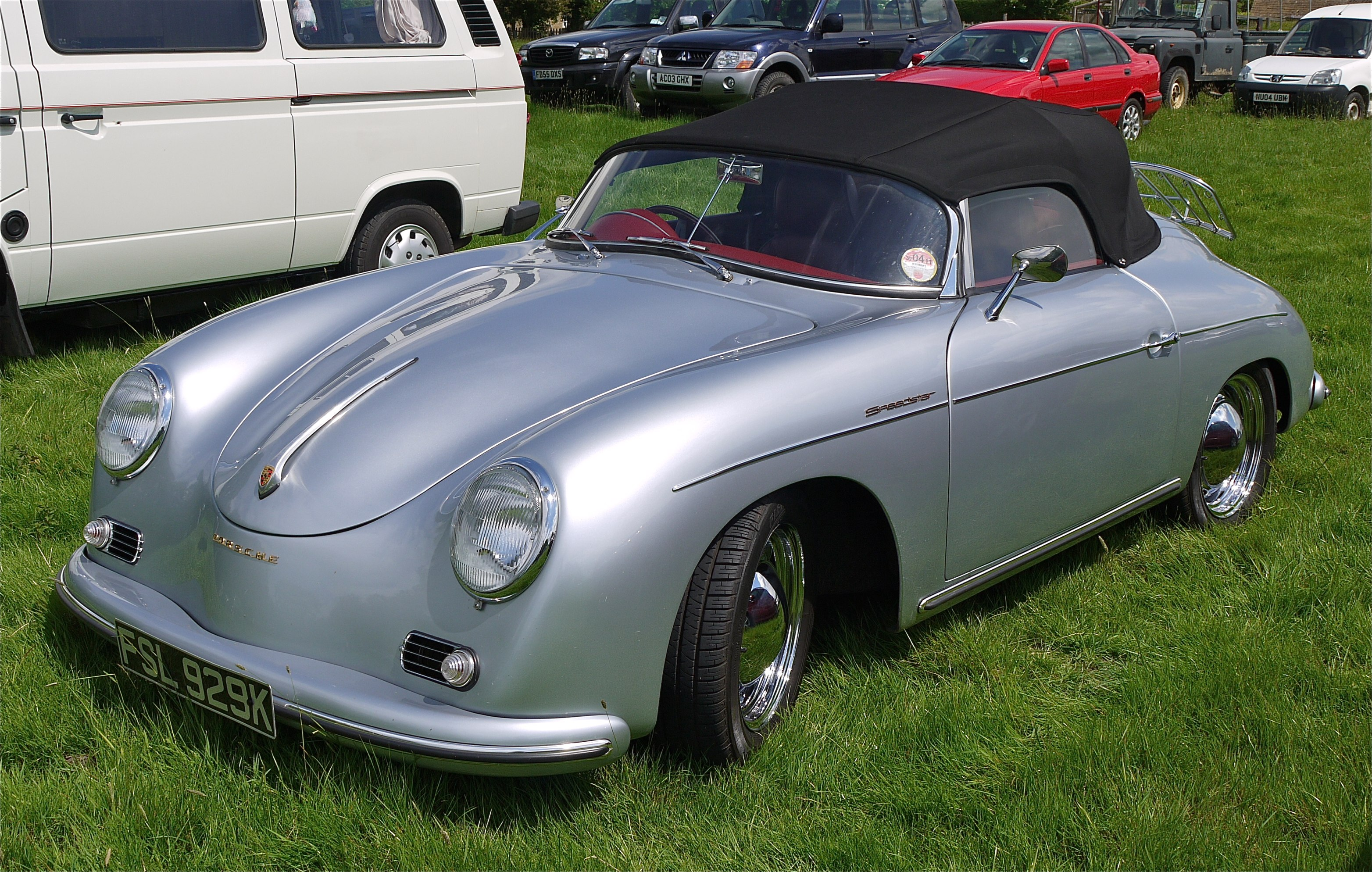
Chesil Speedster

Chesil Motor Company, zuvor Chesil und Tygan Motor Company, ist ein britischer Hersteller von Automobilen. Andere Quellen verwenden die Firmierung Chesil Speedsters.

## Unternehmensgeschichte
Peter Bailey gründete 1991 das Unternehmen Chesil Motor Company in Burton Bradstock in der Grafschaft Dorset. Er übernahm ein Projekt von Street Beetle und begann mit der Produktion von Automobilen und Kits. Der Markenname lautet Chesil. Angus McCubbin und Jerry Baker leiteten von 2004 bis 2007 das Nachfolgeunternehmen Chesil. Darauf folgte Tygan Motor Company aus Beaminster von 2007 bis 2008, geleitet von Graham Lee. Seit 2009 firmierte das Unternehmen erneut als Chesil Motor Company unter Leitung von Peter Bailey. Insgesamt entstanden bisher etwa 500 Fahrzeuge.

## Fahrzeuge
Das erste und bestverkaufte Modell ist der Speedster. Dies ist die Nachbildung des Porsche 356 als Speedster. Das um 103/4 Zoll verkürzte Fahrgestell des VW Käfer sowie ein zusätzlicher Rohrrahmen aus Stahl bilden die Basis. Darauf wird eine Karosserie aus glasfaserverstärktem Kunststoff montiert. Seit 2010 bietet Chesil in Zusammenarbeit mit Inrekor aus den USA ein moderneres Fahrgestell an, das mit stärkeren Motoren ausgerüstet werden kann.
Der RS 60 stand zwischen 2005 und 2006 im Angebot und fand zwei Käufer. Es war die Nachbildung des Porsche 718.
Außerdem wurden von 1996 bis etwa 2008 importierte Spyder des Herstellers Rudolph Perfect Roadster als 550 Spyder angeboten.
Das Auktionshaus Silverstone Auctions versteigerte am 25. August 2012 ein Fahrzeug aus 2003 mit dem britischen Kennzeichen L 4 SLX für 18.984 Pfund.
2019 übernahm Westfield Sportscars die Chesil Motor Company.